# Jia Tolentino
Pour les articles homonymes, voir Tolentino (homonymie).
Jia Tolentino, de son nom complet Jia Angeli Carla Tolentino, née en 1988, est une journaliste, et essayiste américaine. Début 2021, elle est journaliste pour The New Yorker.
En 2019, elle publie l'ouvrage Trick Mirror: Reflections on Self-Delusion une collection d'essais sur ses réflexions sur sa génération, le féminisme et la culture numérique.
Elle est considérée par l'autrice Rebecca Solnit comme « la meilleure essayiste travaillant actuellement aux États-Unis. »

## Enfance et éducation
Jia Tolentino est née à Toronto, en Ontario, de parents philippins. À ses quatre ans, la famille déménage à Houston au Texas. Elle grandit dans une communauté de la Convention baptiste du sud,,,,.
Jia Tolentino a fréquenté une mégachurch évangélique et une petite école privée chrétienne. Elle a un frère cadet. En 2005, elle s'inscrit à l'Université de Virginie. Pendant son séjour à l'Université de Virginie, elle étudie l'anglais, rejoint une sororité et participe à un groupe de chant a cappella . 
Après avoir obtenu son diplôme de l'université en 2009, elle a passe un an dans le Corps de la paix, en mission au Kirghizistan. Elle obtient ensuite un Master de l'Université du Michigan.

## Carrière
Jia Tolentino a commencé à écrire pour The Hairpin en 2013, embauchée par Emma Carmichael, alors rédactrice en chef,. En 2014, les deux journalistes commencent à travailler pour le site féministe Jezebel, où Tolentino écrira pendant deux ans avant de rejoindre The New Yorker.
Le 6 août 2019, Jia Tolentino a publié une collection d'essais intitulée Trick Mirror: Reflections on Self-Delusion.  L'ouvrage entre dans la liste des meilleures ventes du New York Times le 25 août 2019, se classant en deuxième position dans sa catégorie. L'autrice reçoit de nombreuses critiques positives. Le Guardian la qualifie ainsi « d'autrice immensément talentueuse » ; la chroniqueuse de Slate Laura Miller écrit dans sa critique du livre : « Tolentino est une essayiste classique dans le sens de Montaigne, se faufilant sur la page vers une compréhension de ce qu'elle pense et ressent de la vie, du monde et d'elle-même. ». 

## Œuvre

### Livres
- Trick Mirror: Reflections on Self-Delusion, New York, Random House, 2019

### Essais et articles
- « Watching 'The Purge' in our year of nightmare politics », The New Yorker, 27 juillet 2016
- « Limits of power », The New Yorker, the Talk of the Town. Comment, vol. 93, no 34,‎ 30 octobre 2017, p. 15–16 (lire en ligne, consulté le 23 avril 2018)[18]
- « Killing it : is there something wrong with millenials? », The New Yorker, the Critics. Books, vol. 93, no 39,‎ 4 décembre 2017, p. 65–68 (lire en ligne, consulté le 26 mars 2018)[19]
- « Safer spaces : could small changes in campus life reduce the risk of sexual assault? », The New Yorker, american Chronicles, vol. 94, no 1,‎ february 12–19, 2018, p. 34–41 (lire en ligne, consulté le 14 juin 2018)[20]
- « Athleisure Time: Outdoor Voices blurs the boundaries between working out and everything else », The New Yorker, the Talk of the Town, vol. 95, no 4,‎ 18 mars 2019, p. 26–32 (lire en ligne, consulté le 6 septembre 2020)
- « Stepping Into the Uncanny, Unsettling World of Shen Yun », The New Yorker, 19 mars 2019 (consulté le 20 mars 2019)
- « Ecstasy: losing religion and doing drugs in Houston », The New Yorker, personal History, vol. 95, no 14,‎ 27 mai 2019, p. 38–45 (lire en ligne, consulté le 10 septembre 2019)[21]
- * « The Age of Instagram Face », The New Yorker, 12 décembre 2019

### Essais sur les livres
- « 'The Boxcar Children' and the spirit of capitalism », 2 juin 2016
- « A work of fiction that will make you feel pleasantly insane », 11 juillet 2016
- « The Book of Spirits: Why Marlon James decided to write an African "Game of Thrones." », 28 janvier 2019 (consulté le 6 septembre 2020)
- « Ocean Vuong's Life sentence », 10 juin 2019 (consulté le 6 septembre 2020)
- « "Minor Feelings" and the Possibilities of Asian-American Identity », 6 mars 2020 (consulté le 6 septembre 2020)
- « The Mysterious Sweating Sickness in Hilary Mantel's Wolf Hall Trilogy and the Private Country of Illness », 20 mai 2020 (consulté le 6 septembre 2020)